# Bazzania tricrenata
Bazzania tricrenata (Niederliegendes Peitschenmoos) ist eine Lebermoos-Art aus der Familie Lepidoziaceae und gehört zur Gruppe der beblätterten Lebermoose.

## Merkmale
Die in braungrünen Rasen wachsenden mittelgroßen bis großen Pflanzen sind gabelig verzweigt, aufsteigend bis aufrecht, abgeflacht bis konvex, um 1,5 Millimeter breit und bis 7 Zentimeter lang. Die einander sich dachziegelartig deckenden, dreieckigen Flankenblätter sind wenig länger als breit und haben an der oft nach unten gebogenen Blattspitze meist 3 etwa gleich große Zähne. Der vordere basale Blattrand ist stark bogig erweitert und reicht deutlich über die Stämmchenmitte. Unterblätter sind breiter als lang, bis etwa doppelt so breit wie das Stämmchen und ganzrandig oder gezähnt bis gekerbt. Wie auch bei anderen Bazzania-Arten entspringen der Stämmchenunterseite peitschenförmige Flagellen.
Die Laminazellen sind in der Blattmitte etwa 25 bis 35 µm groß, haben keine oder schwache Eckverdickungen und pro Zelle 2 bis 4 Ölkörper.
Die Art ist zweihäusig. Sporogone sind sehr selten. Das Perianth ist bis 4 Millimeter lang und 0,8 bis 1 Millimeter breit, die Seta 1 bis 2 Zentimeter lang. Die papillösen Sporen haben eine Größe von 18 bis 20 µm.

## Verwechslungsmöglichkeit
Bazzania tricrenata kann mit der ähnlichen Bazzania flaccida verwechselt werden. Beide Arten wurden bis zum vergangenen Jahrhundert nicht unterschieden und die Abgrenzung ist manchmal schwierig, da sich beide Arten in den Merkmalen mehr oder weniger angleichen können. Bazzania flaccida ist gewöhnlich kleiner und hat schmälere, teilweise leicht abfallende Blätter.

## Standortansprüche und Verbreitung
Bazzania tricrenata wächst auf feuchtem, kalkfreiem Gestein, auf Rohhumus oder seltener auf morschem Holz.
Die Art ist zirkumboreal verbreitet, von größeren Verbreitungslücken abgesehen. In Mitteleuropa befinden sich die Vorkommen in den höheren Mittelgebirgen und den Alpen oberhalb von etwa 800 Metern Höhe.